# Bidessus unistriatus
Der Schwimmkäfer Bidessus unistriatus gehört mit den 5 anderen in Mitteleuropa vorkommenden Arten der Gattung Bidessus zu den kleinsten Tieren der Familie. Mit nur etwa 1,75 – 2 mm Größe bleiben die unscheinbaren Käfer meist unbemerkt.

## Merkmale
Fühler neungliedrig, wobei das letzte Glied etwa die doppelte Länge der Übrigen aufweist, und spitz zusammenläuft. Thorax und Flügeldeckel ockerfarbig mit unregelmäßigem, dunkelbraunem Streifen entlang der Flügeldeckennaht, der bei manchen Tieren in zwei bis drei unvollständige Querbinden verläuft. Der Thorax selbst ist im Gegensatz zum Kopf, der dunkelbraun gesprenkelt ist, vorwiegend ockerfarbig. Die Beine sind ebenfalls ockerfarbig, werden nach außen hin jedoch dunkler.

## Ähnliche Arten
- Gelbbrauner Zwergschwimmer (Guinotus pusillus)
- Glatter Kugelschwimmer (Hyphydrus ovatus)

## Vorkommen
Die Tiere sind in ganz Mitteleuropa verbreitet, werden im Westen und Süden aber seltener angetroffen. Gute Bestände der Art findet man zum Beispiel in Ungarn oder im östlichen Österreich in der Gegend um den Neusiedlersee.